# Tachinomyia similis
Tachinomyia similis är en tvåvingeart som först beskrevs av Samuel Wendell Williston  1893.  Tachinomyia similis ingår i släktet Tachinomyia och familjen parasitflugor. Inga underarter finns listade i Catalogue of Life.